# Cegłów
Cegłów es un pueblo de Polonia, en Mazovia.  Es la cabecera del distrito (Gmina) de Cegłów, perteneciente al condado (Powiat) de Mińsk. Se encuentra aproximadamente a 13 kilómetros al este de Mińsk Mazowiecki, y a 51 km  al este de Varsovia. Su población es de 2.109 habitantes.